# Atrichum nigricans
Atrichum nigricans là một loài Rêu trong họ Polytrichaceae. Loài này được (Müll. Hal. ex Herzog) F.J. Herm. mô tả khoa học đầu tiên năm 1976.